# Fußballderbys in Argentinien
Dieser Artikel befasst sich mit den wichtigsten Stadtderbys in Argentinien. Voraussetzung für die Aufnahme war, dass die beiden miteinander konkurrierenden Vereine relativ häufig in der höchsten Spielklasse Argentiniens vertreten waren. Während zu fünf der hier vorgestellten Städte (Avellaneda, Córdoba, La Plata, Rosario und Santa Fe) nur die Rivalität zwischen den zwei bedeutendsten Vereinen der jeweiligen Stadt beschrieben wird, wird zur Stadt der vielen Derbys (Buenos Aires) neben der im argentinischen Fußball alles überragenden Rivalität zwischen Boca und River auch noch jene zwischen San Lorenzo und Huracán erörtert, da beide zu den traditionsreichsten Vereinen der argentinischen Metropole gehören.
Nicht berücksichtigt wurden alle anderen Rivalitäten, wie zum Beispiel jene zwischen Vélez Sársfield und Nueva Chicago, was immerhin das geografisch nächstgelegene Stadtderby in Buenos Aires ist. Grund für die Nichtberücksichtigung ist, dass Nueva Chicago bisher überhaupt nur sechs Spielzeiten in der höchsten Spielklasse vertreten war und es sich daher um ein „Derby zweier ungleicher Rivalen“ handelt. Auch sollte jeder nachstehend aufgeführte Verein nur einmal, nämlich in Verbindung mit seinem Erzrivalen, erwähnt werden, was eine Vorstellung anderer emotionsgeladener Derbys, wie zwischen Boca und San Lorenzo oder Boca und Chacarita, ebenfalls verbot. Zur letztgenannten Begegnung lediglich der Hinweis, dass es im Umfeld dieser Begegnung zuletzt teilweise zu heftigeren Ausschreitungen gekommen war als beispielsweise im Klassiker Boca gegen River.
Die Sortierung der Kapitel erfolgt anhand der alphabetischen Reihenfolge der aufgenommenen Städte. Die Derbystatistiken basieren, sofern nichts anderes angegeben ist, auf dem Stichtag 31. Juli 2009. Entsprechende Quellenangaben sind, sofern nicht anders angegeben, in der spanischsprachigen Wikipedia hinterlegt. Es ist jedoch generell zu beachten, dass Statistiken dieser Art stets mit Vorsicht zu genießen sind, denn nicht selten weichen diese je nach Quelle voneinander ab. Dennoch vermitteln sie einen Gesamteindruck über den sportlichen Vergleich zweier um die Gunst des Publikums in derselben Region buhlenden Mannschaften. Dabei wurde stets jene Mannschaft zuerst genannt, die eine erfolgreichere Derbybilanz vorzuweisen hat.

## Avellaneda
Der südlich von Buenos Aires gelegene und stark von Industrialisierung geprägte Vorort Avellaneda wird von La Boca nur durch den Riachuelo-Fluss getrennt. Allein die geografische Nähe erklärt die starke Abneigung beider Vereine gegen die Boca Juniors. Am gehässigsten aber ist die gegenseitige Rivalität der beiden hier angesiedelten Vereine Independiente und Racing Club, deren Stadien nur wenige Hundert Meter voneinander entfernt liegen.
Die ursprüngliche Rivalität weist Aspekte auf, die auch jene zwischen Arsenal und Tottenham geprägt haben. Denn wie einst das nach einer neuen Heimat suchende Arsenal, das in unmittelbarer Nachbarschaft der Spurs fündig wurde, drang 1907 auch der erst zwei Jahre zuvor in der argentinischen Hauptstadt gegründete CA Independiente in das Revier des Racing Club ein.

### Bilanz desClásico de Avellaneda
- Spiele gesamt: 213
- Siege Independiente: 84
- Remis: 67
- Siege Racing Club: 62
- Tore Independiente: 325
- Tore Racing Club: 273

## Buenos Aires
Das Duell zwischen Boca und River, auch Superclásico genannt, ist das wichtigste Derby Argentiniens. Immerhin bekennen sich Umfragen zufolge rund 40 % der argentinischen Fußballfans zu den Boca Juniors und 32 % zu River Plate. Beide Vereine waren einst im Arbeiterviertel La Boca im Süden von Buenos Aires gegründet worden. Während die Boca Juniors dort noch immer residieren, verließ River Plate das trostlose Hafenviertel bereits 1925 und bezog eine neue Heimstätte in dem wohlhabenden Bezirk Nuñez im Norden der Stadt. Seither ist die Rivalität auch vom Mythos eines Klassenkampfs umgeben, bei dem der vermeintlich Club des armen Volks (Boca) gegen den Club der Reichen (River) antritt. Bei den Auseinandersetzungen der rivalisierenden Fans kam es in der Vergangenheit immer wieder zu Gewalt mit Todesfällen.
Das nach diesem Superklassiker traditionsreichste Derby von Buenos Aires ist die Begegnung zwischen San Lorenzo und Huracán, die in den benachbarten Vierteln Boedo und Parque Patricios residieren. Boedo, die Heimat von San Lorenzo, ist ein älterer und armer Stadtteil, Parque Patricios zwar etwas moderner, aber ebenfalls von Industrialisierung geprägt, woraus ersichtlich ist, dass beide Vereine traditionell in der Arbeiterklasse verankert sind. Auch dieses Derby war in den letzten Jahren häufiger von Gewaltexzessen der verfeindeten Fanlager begleitet.

### Bilanz desSuperclásico
- Spiele gesamt: 213
- Siege Boca Juniors: 78
- Remis: 65
- Siege River Plate: 70
- Tore Boca Juniors: 291
- Tore River Plate: 273

### BilanzHuracánvsSan Lorenzo de Almagro
- Spiele gesamt: 173
- Siege San Lorenzo de Almagro: 83
- Remis: 46
- Siege Huracán: 44
- Tore San Lorenzo: 311
- Tore Huracán: 213

## Córdoba
Córdoba, die zweitgrößte Stadt Argentiniens, beherbergt vier Traditionsvereine, die bereits des Öfteren in der höchsten Spielklasse Argentiniens vertreten waren, wenngleich sich keiner der Vereine als feste Größe im Oberhaus etablieren konnte. Die erfolgreichsten und populärsten Vereine der Stadt sind Belgrano und Talleres. Ihre Auseinandersetzung gilt als das wichtigste Stadtderby. Belgrano war 1905 von einer Gruppe fußballbegeisterter Jugendlicher ins Leben gerufen worden, Talleres ging 1913 aus dem Eisenbahnermilieu hervor.

### Bilanz desClásico Cordobés
- Spiele gesamt: 385
- Siege Belgrano: 130
- Remis: 126
- Siege Talleres: 129
- Tore Belgrano: 633
- Tore Talleres: 643

## La Plata
Bereits 1887 wurde in der erst wenige Jahre vorher gegründeten Stadt La Plata der Club de Gimnasia y Esgrima de La Plata, kurz GELP, gegründet. Wie die spanische Bezeichnung verrät, widmete der Verein sich anfangs vor allem dem Turn- und Fechtsport. Eine 1903 ins Leben gerufene Fußballabteilung musste bereits 1905 wieder geschlossen werden, da die örtlichen Behörden das Sportfeld für den Neubau einer Schule benötigten. Die Vereinsbosse sollen darüber gar nicht unglücklich gewesen sein, da sie zum Fußball ohnehin keinen Bezug hatten. Daraufhin verließen die fußballbegeisterten Jugendlichen, von denen die meisten Studenten waren, den Club und gründeten mit dem Club Estudiantes de La Plata einen reinen Fußballverein. Weil der Fußball eine immer höhere Popularität in der Bevölkerung zu entwickeln begann, wurde 1912 bei GELP erneut eine Fußballabteilung ins Leben gerufen. Spieler dieser Mannschaft waren in erster Linie Arbeiter, die in den Fleisch- und Konservenfabriken der Industrievororte Berisso und Ensenada beschäftigt waren. Auf diese Weise entwickelte sich der ehemalige Eliteklub GELP zum Arbeiterverein, während der Akademikerklub Estudiantes seit jeher als Repräsentant der Mittelschicht gilt.

### Bilanz desClásico Platense
- Spiele gesamt: 173
- Siege Estudiantes: 64
- Remis: 62
- Siege Gimnasia: 47
- Tore Estudiantes: 256
- Tore Gimnasia: 209

## Rosario
Die wohl heftigste Rivalität Argentiniens außerhalb des Großraums von Buenos Aires kennzeichnet das Derby in Rosario zwischen Rosario Central und den Newell’s Old Boys. Der 1889 aus dem Eisenbahnermilieu hervorgegangene CA Rosario Central (CARC) ist ein traditioneller Arbeiterverein, wohingegen der 1903 nach dem in Rosario lebenden englischen Fußballtrainer Isaac Newell benannte CA Newell’s Old Boys (NOB) bürgerliche Wurzeln hat. Wie erbittert diese Rivalität ist, bewiesen die Anhänger von Rosario Central, als sie nach dem Finale um die Copa Libertadores 1988 auf die Straßen strömten und die Niederlage ihres Erzrivalen gegen Nacional Montevideo feierten.

### Bilanz desClásico Rosarino
- Spiele gesamt: 320
- Siege CARC: 105
- Remis: 113
- Siege NOB: 102
- Tore CARC: unbekannt
- Tore NOB: unbekannt

## Santa Fe
In der nördlich von Rosario und östlich von Córdoba gelegenen Stadt Santa Fe buhlen seit jeher die Vereine Colón und Unión um die Gunst des Publikums.

### Bilanz desClásico Santafesino
- Spiele gesamt: 108[4]
- Siege Colón: 32
- Remis: 39
- Siege Unión: 37
- Tore Colón: 119
- Tore Unión: 130